# Manikpur Sarhat
Manikpur Sarhat é uma cidade e uma nagar panchayat no distrito de Chitrakoot, no estado indiano de Uttar Pradesh.

## Demografia
Segundo o censo de 2001, Manikpur Sarhat tinha uma população de 14,915 habitantes. Os indivíduos do sexo masculino constituem 53% da população e os do sexo feminino 47%. Manikpur Sarhat tem uma taxa de literacia de 62%, superior à média nacional de 59.5%: a literacia no sexo masculino é de 72% e no sexo feminino é de 50%. Em Manikpur Sarhat, 18% da população está abaixo dos 6 anos de idade.